# Tamias amoenus
Tamias amoenus är en däggdjursart som beskrevs av J. A. Allen 1890. Den ingår i släktet jordekorrar och familjen ekorrar. IUCN kategoriserar arten globalt som livskraftig.

## Taxonomi
Inga underarter finns listade i Catalogue of Life, medan Wilson & Reeder skiljer mellan följande 14 underarter:
- T. amoenus amoenus
- T. amoenus affinis
- T. amoenus albiventris
- T. amoenus canicaudus
- T. amoenus caurinus
- T. amoenus celeris
- T. amoenus cratericus
- T. amoenus felix
- T. amoenus ludibundus
- T. amoenus luteiventris
- T. amoenus monoensis
- T. amoenus ochraceus
- T. amoenus septentrionalis
- T. amoenus vallicola

## Beskrivning
Pälsens grundfärg varierar beroende på underart, exempelvis är pälsen hos T. a. affinis kanelfärgad med en dragning åt skär, T. a. felix gulockra, T. a. ludibundus brunorange, T. a. luteiventris blekt gulbrun och T. a. monoensis orangebrun. Oavsett grundfärg, har arten fem svarta strimmor längs rygg och sidor. De två sidostrimmorna går inte längre än mitt på kroppen, medan ryggstrimmorna når till svansroten. Mellan de svarta strimmorna är pälsen vit till gråaktig. Öronen är svarta framtill, vita bakifrån. Svansens undersida varierar från kanelbrun – skär över grågul till blekt gulbrun. Arten är förhållandevis liten: Kroppslängden varierar från 18 till 24,5 cm, och vikten mellan 30 och 70 g. Honorna är större än hanarna.

## Ekologi
Jordekorren förekommer i många habitat som klipplandskap, ängar och chaparral, men är vanligast i barrskog med buskartad undervegetation som häggmispelarter, snöbärsarter, Cercocarpus sp., vinbärsarter, Purshia sp. och Ceanothus sp.. Boet förläggs i klippskrevor, timmerstockar och stubbar. Vanligtvis håller den sig på höjder mellan 600 och 2 000 m, men i delstaten Washington har den blivit påträffad upp till 4 300 m. I bergen kan arten nå över trädgränsen men upp till den alpina tundran.
Arten är främst aktiv under gryning och skymning; den är vanligen inaktiv mitt på dagen, om inte solen är i moln, då den kan vara aktiv hela dagen. Under vintern håller den vintervila i omkring fyra månader. Vintervilan är inte någon egentlig dvala, den kommer ut mellan var 5:e till var 7:e dag för att äta mat som den har lagrat i olika förråd.
Den genomsnittliga livslängden för vildlevande djur är 3 år, även om enstaka individer kan bli över 5 år gamla.

### Föda och predation
Arten är allätare och äter frön, frukter, rötter och andra växtdelar, svamp, insekter, andra leddjur och maskar. Den kan även ta fågelägg och smådäggdjur. Som hos andra jordekorrar använder den kindpåsarna för att föra maten till boet eller de förråd den lägger upp inför vintern. Till skillnad från många andra jordekorrar äter den inte upp sig inför vintervilan utan förlitar sig på sina ihopsamlade förråd.
Själv utgör arten föda för prärievarg, rödlo, långsvansad vessla, nordamerikansk grävling, sparvfalk, amerikansk duvhök och skallerormar.

### Fortplantning
Arten blir könsmogen mellan 12 och 23 månader. Den leker en gång per år mellan sent i april till tidigt i maj. Honan kommer i brunst under endast en dag per år. Några dagar innan lockar hon på hanarna. Vid parningstillfället jagas hon av mellan 2 och 6 hanar. Hon parar sig med flera av dessa. Efter parningen är hon dräktig i omkring 30 dagar, varefter hon föder en kull på mellan 3 och 8 outvecklade ungar. Dessa stannar i boet tills de är avvanda efter 6 veckor. Vid mellan 8 och 12 veckors ålder blir de självständiga och lämnar boet för gott.

## Utbredning
Arten förekommer i västra Nordamerika från centrala British Columbia och sydvästra Alberta i Kanada söderut till norra Kalifornien, norra Nevada och nordvästra Utah i USA. Österut når den till centrala Montana och västra Wyoming.

## Bildgalleri

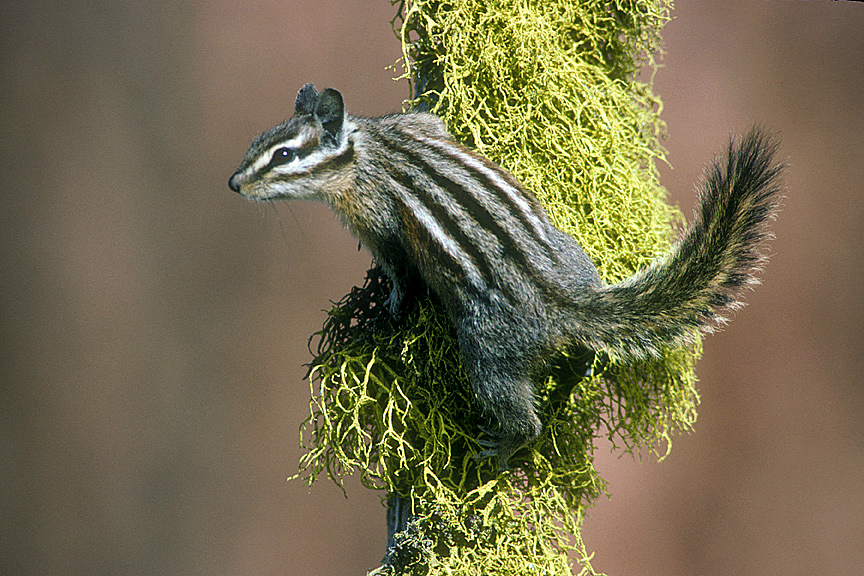
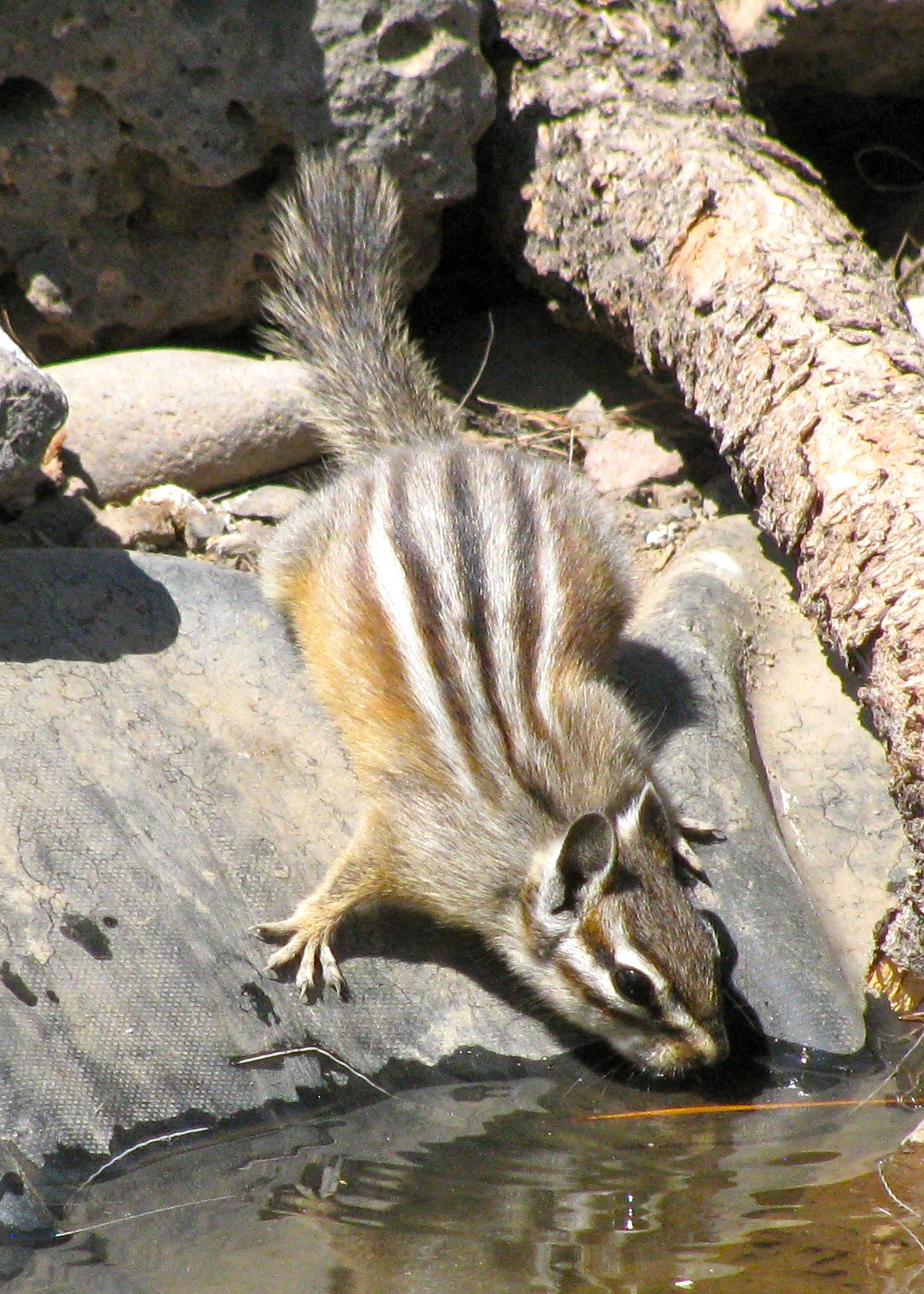
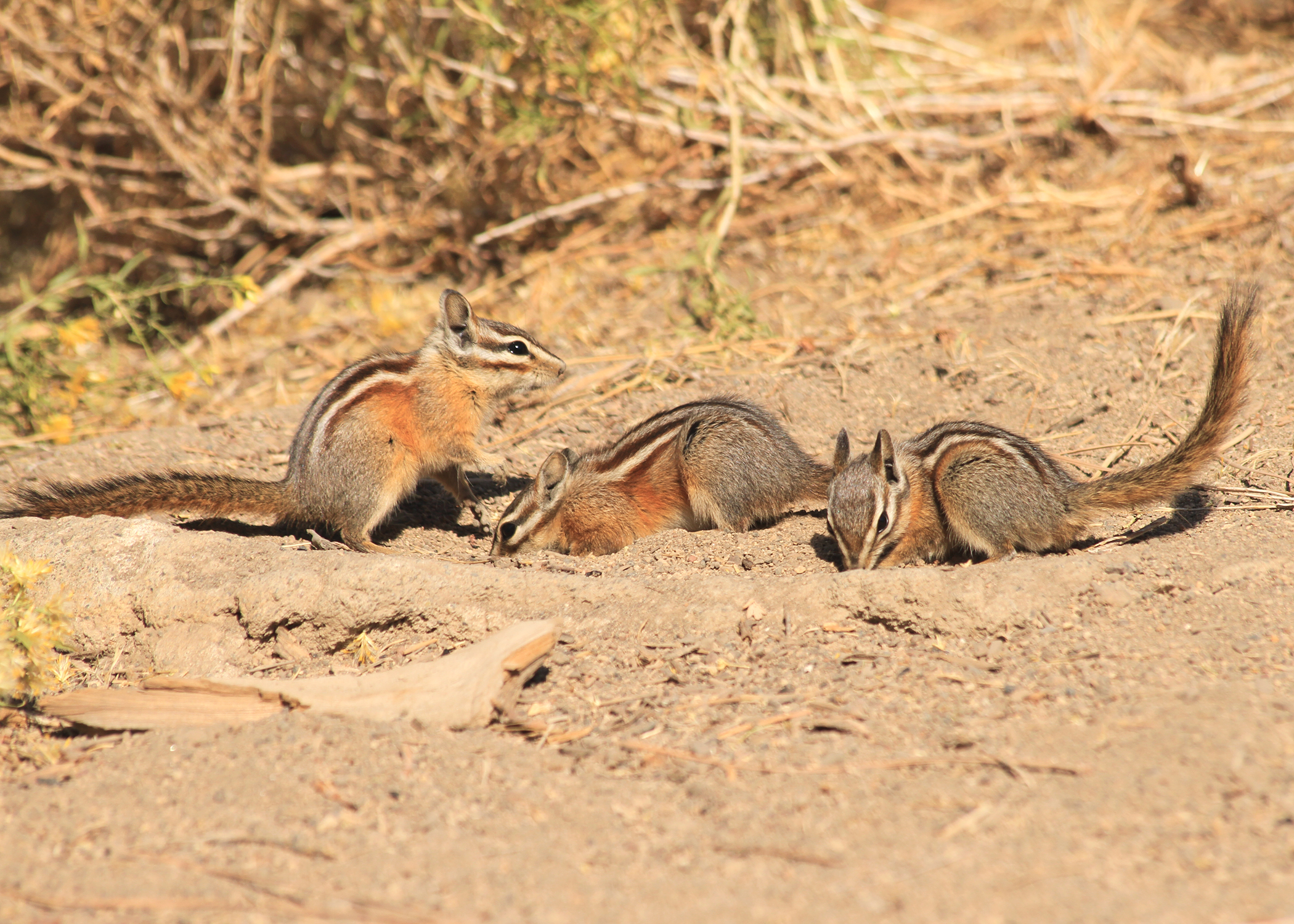